# Ендру Сунијула
Ендру Сунијула (енгл. Andrew Suniula; 1. мај 1982) професионални је амерички рагбиста и репрезентативац. Професионално се бавио и рагбијем 13. Две године играо је рагби 15 за Таранаки на Новом Зеланду, а затим је прешао на рагби 13. Играо је рагби 13 за Окленд лајонсе и Си Иглсе. После 4 сезоне у НРЛ-у, вратио се на рагби 15. Потписао је за Чикаго грифинсе. Сезону 2011-2012 провео је у енглеском друголигашу Корниш пиратсима, а сезону 2013-2014 у енглеском премијерлигашу Воспсима. 2015. потписао је за румунског суперлигаша ЦСМ Букурешт. Био је део америчке рагби репрезентације на светском првенству 2011. Играо је и за рагби 7 репрезентацију САД, а и његова два брата су рагбисти.